# Novčana masa
Novčana masa podrazumijeva ukupnu vrijednost novca koji je u gospodarstvu u određenom trenutku dostupan. Postoji nekoliko načina definiranja novca, ali standardne mjere uobičajeno uključuju količinu novca u optjecaju i pologe po viđenju (što označava lako dostupnu imovinu deponenata uknjižene pri financijskim ustanovama). Središnja banka svake zemlje može sama za svoje potrebe definirati što čini novac.
Podatke o novčanoj masi obično bilježe i objavljuju vlade ili središnje banke. Analitičari javnog i privatnog sektora nadziru promjene u novčanoj masi zbog uvjerenja kako njene promjene utječu na cijene vrijednosnih papira, na inflaciju, tečajeve i na sâm poslovni ciklus.
Odnos između novca i cijenâ povijesno se povezivao s kvantitativnom teorijom novca. Postoje snažni empirijski dokazi o izravnoj svezi između rasta novčane mase i dugoročne inflacije, u najmanju ruku kada je u pitanju nagli porast količine novca u gospodarstvu. U Zimbabveu se npr. dogodio iznimno nagli porast novčane mase s kojim je usporedno došlo do izrazito naglog povećanja cijena (hiperinflacija).

## Komercijalne banke i stvaranje novca
Komercijalne banke čimbenik su u procesu stvaranja novca, naročito u bankovnom sustavu djelomičnih pričuva koji se koristi širom svijeta. U takvom sustavu, kada god banka odobri novi zajam, stvara se kreditni novac. To je stoga što se zajam, kada se povuče i potroši, uglavnom završava kao depozit u bankovnom sustavu (imovina), koja se zbraja kao dio novčane mase i koja poravnava zajam koji se tek treba isplatiti. Nakon odvajanja dijela ovih depozita u obvezne pričuve, bilanca utvrđuje dostupnost izdavanja daljnjih zajmova. Ovaj proces zvan "multiplikacijski efekt" ponavlja se nekoliko puta.
Daljnjim izdavanjem zajmova njihovu ujednačenu i kumulativnu vrijednost multiplikacijski efekt izravnava, poništavajući tvrdnje i strahove o "stvaranju novca" koji uglavnom ne predviđaju odredbe o bilančnoj recipročnosti i neto pomake u njihovom izračunu, osim kod principa dvojnog knjigovodstva. Ovaj novi novac, u neto okvirima, čini komponente od M1 do M3, a izvan komponente M0 u novčanim statistikama. 
U bankarstvu djelomičnih pričuva postoji dva tipa novca:
- Novac središnje banke - obveze središnje banke, što uključuje valutu i depozitne račune središnje banke
- Novac komercijalnih banaka - obveze komercijalnih banaka, uključujući žiro i štedne račune

### Monetarni agregati
U statistikama Hrvatske narodne banke, za različite razrede novčane mase koriste se sljedeće oznake monetarnih agregata:
| M0 ili primarni novac | gotov novac izvan kreditnih institucija, depozite ostalih financijskih institucija kod Hrvatske narodne banke te depozitni novac kod kreditnih institucija. |
| M1                    | obuhvaća gotovinu u optjecaju i prekonoćne depozite u kunama i stranoj valuti. Prekonoćni depoziti obuhvaćaju transakcijske račune (uključujući i ograničene depozite), štedne depozite i prekonoćne kredite.                                                                       |
| M2                    | obuhvaća monetarni agregat M1, oročene depozite u kunama i stranoj valuti s izvornim dospijećem do (uključujući) dvije godine (uključujući i primljene kredite osim prekonoćnih kredita i kredita na osnovi repo poslova) te depozite u otkaznom roku do (uključujući) tri mjeseca. |
| M3                    | najširi monetarni agregat, obuhvaća monetarni agregat M2, kredite na osnovi repo poslova, izdane udjele novčanih fondova i izdane vrijednosne papire s izvornim dospijećem do (uključujući) dvije godine.                                                                           |